# Rutland (Iowa)
Rutland és una població dels Estats Units a l'estat d'Iowa. Segons el cens del 2000 tenia 145 habitants.

## Demografia
Segons el cens del 2000, Rutland tenia 145 habitants, 64 habitatges, i 40 famílies. La densitat de població era de 62,2 habitants/km².
Dels 64 habitatges en un 29,7% hi vivien nens de menys de 18 anys, en un 53,1% hi vivien parelles casades, en un 6,3% dones solteres, i en un 37,5% no eren unitats familiars. En el 34,4% dels habitatges hi vivien persones soles el 14,1% de les quals corresponia a persones de 65 anys o més que vivien soles. El nombre mitjà de persones vivint en cada habitatge era de 2,27 i el nombre mitjà de persones que vivien en cada família era de 2,93.
Per edats la població es repartia de la següent manera: un 24,8% tenia menys de 18 anys, un 6,2% entre 18 i 24, un 23,4% entre 25 i 44, un 28,3% de 45 a 60 i un 17,2% 65 anys o més.
L'edat mediana era de 42 anys. Per cada 100 dones de 18 o més anys hi havia 98,2 homes.
La renda mediana per habitatge era de 30.556 $ i la renda mediana per família de 32.321 $. Els homes tenien una renda mediana de 24.375 $ mentre que les dones 15.500 $. La renda per capita de la població era de 13.432 $. Cap de les famílies i el 2,7% de la població estaven per davall del llindar de pobresa.

## Poblacions més properes
El següent diagrama mostra les poblacions més properes.